# Ivel Z3

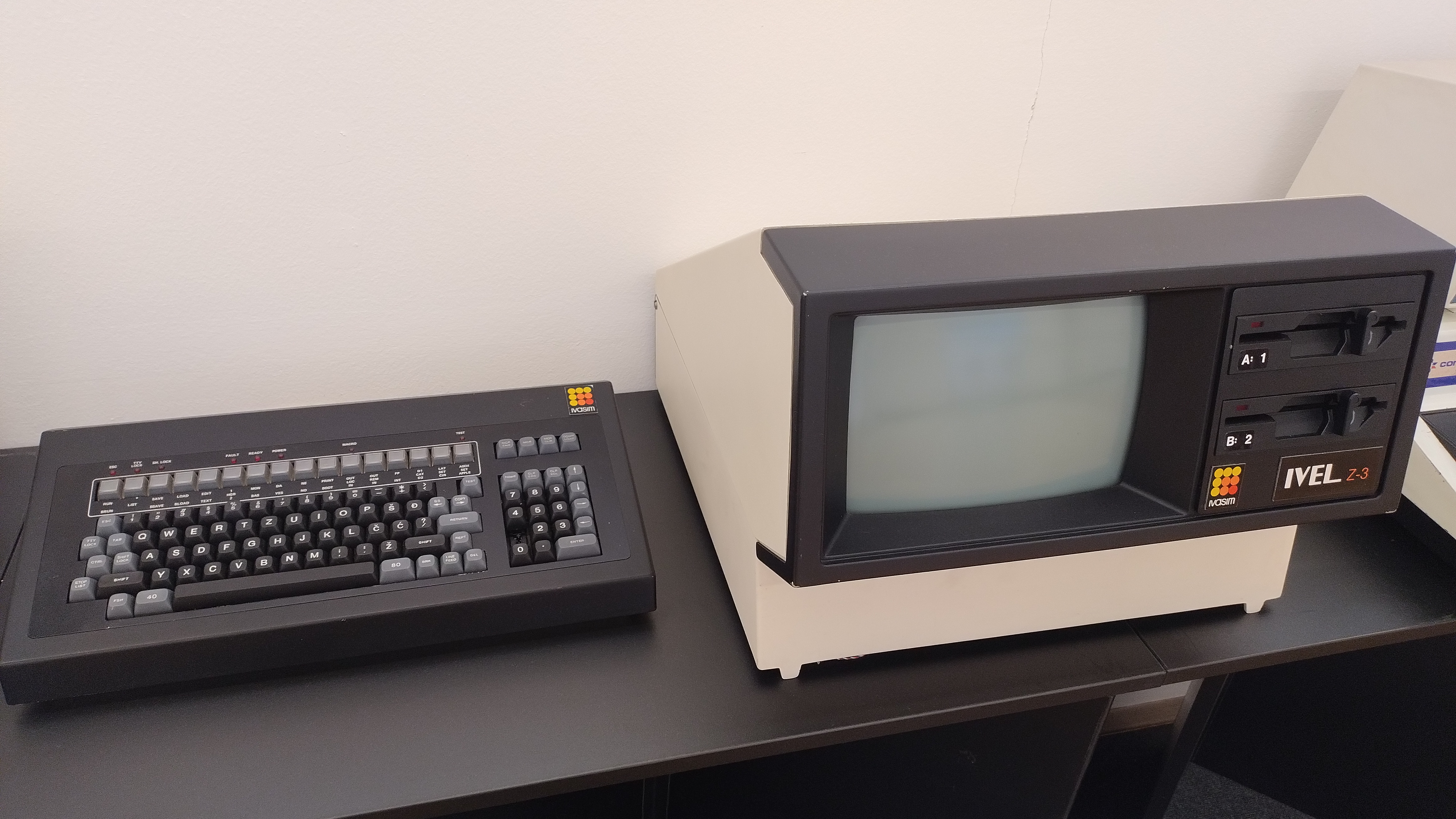
Ivasim Ivel Z-3

Ivel Z3 era un personal computer sviluppato da Ivasim Elektronika nella cittadina di Ivanić-Grad a durante gli anni ottanta. Il creatore del computer era Makanec Brandon. Il computer Ivel Z3 era compatibile con l'Apple IIe, e rispetto a questo aveva anche numerosi miglioramenti (interprete BASIC più veloce, sistema operativo potenziato), tre microprocessori: 2 × MOS 6502 e Zilog Z80 e MOS 6502 per la tastiera. Il microprocessore Zilog Z80 è utilizzato per fa funzionare il sistema operativo CP/M, permettendo l'accesso a molti programmi per aziende, programmi scientifici e di sviluppo. Per questo motivo, l'Ivel Z3 era popolare anche nelle scuole. All'Ivel Z3 può essere aggiunto un disco rigido esterno (5-20 Mb) e, attraverso una scheda opzionale, aggiungere il microprocessore a 32/16 bit Motorola 68000 che possiede una memoria ram indipendente. Ciò ha permesso l'utilizzo del sistema operativo UCSD Pascal. Molti di questi computer furono venduti agli istituti di ricerca e agli istituti di sviluppo nella ex Jugoslavia.

## Specifiche tecniche
- Microprocessori
  - 2 × MOS 6502, 2,00 MHz
  - Zilog Z80
  - MOS 6502 con clock 1,00 MHz per la tastiera.
  - Opzionale: Motorola 68000 con schede di memoria aggiuntive per il processore che permettevano l'utilizzo del sistema operativo UCSD Pascal.
- RAM: 128 kB (132 in totale)
- ROM: 26 kB (BASIC e monitor di sistema), quattro set di caratteri: inglese, croato (latino), serbo cirillico, e?
- Grafica: 80x24/128x24 (16 colori), 280x192 (6 colori), 512x160-192 (2 colori)
- Monitor incorporato monocromatico, e uscita TV a colori
- Testo: 80x24
- Suono: gestione software tramite un altoparlante integrato con 1 canale. Esiste una scheda d'espansione migliorativa
- Ingressi/uscite dell'unità:
  - Tastiera: QWERTZ con numerico
  - 2 x drive floppy da 5 1/2 "
  - 7 slot di espansione compatibile con l'Apple II bus
- Sistemi operativi:
  - IDOS compatibile con Apple DOS 3.3
  - ProDOS
  - CP/M
  - UCSD Pascal (solo con il 68000 opzionale)

## Fonti
- Grundler, Darko. Uvod u mikroprocesore, II. prošir. izd., Tehnička knjiga, Zagreb, [svibnja] 1986., ISBN 86-7059-015-8 (Znak: 8615 P), dio Primjer IVEL Z-3, str. 185.–191.